# Witrivier
Witrivier este un oraș din Africa de Sud.